# Erik Sandvärn
Erik Samir Sandvärn, född 4 september 1975 i Gällivare, är en svensk före detta fotbollsspelare (back).
Sandvärn spelade i Allsvenskan med GIF Sundsvall 2002, och i Umeå FC 1992–2001 samt 2008–2010. Han har representerat samelandslaget vid ett antal tillfällen och har spelat i finska Tipsligan med IFK Mariehamn 2004–2008 samt i Alta IF i norska andradivisionen 2003. Hans moderklubb är IFK Umeå.